# Tatiana Molina
Tatiana del Rosario Molina Rodríguez  (Santiago, 21 de septiembre de 1963) es una actriz chilena de teatro y televisión.

## Carrera
Debutó en Canal 13 con Flavia en la telenovela Ángel malo. Su historia televisiva continuó y tuvo a lo largo de su carrera muchos papeles como Laura, María Begoña, Olga de Aliaga, Génesis Negrete y Sabrina, en teleseries como Rompecorazón, ¿Te conté? y Eclipse de luna entre otras. Durante las dècada de los 90's se hizo conocida además por el sketch de comedia Mi tío y yo del programa Venga conmigo, junto a Gonzalo Robles y Cristián de la Fuente.
Después de 2008 se alejó de las pantallas hasta 2013 donde volvió con Amelia Rojas en la telenovela Solamente Julia, en el que fue la villana de la historia.
En 2014, volvió a las pantallas de la televisión con Lidia San Juan en la telenovela Caleta del sol, donde estuvo de pareja con el destacado actor Luis Alarcón.
En 2016, retorna a la televisión con "La cara de moneda", en una participación especial en 20añero a los 40. Luego de esto, se integra a Mega. Forma parte de Ámbar, teleserie vespertina donde comparte elenco con Claudio Arredondo y Solange Lackington.
En marzo de 2025, Molina obtuvo el papel de Poncia en la audioserie La casa de Bernarda Alba, de Federico García Lorca, coproducción entre ChileActores, GestionArte y Centro GAM, adaptada y dirigida por Claudia Di Girolamo Quesney.

## Vida personal
Estuvo casada con Renato Munster, con quien tuvo un hijo.

## Filmografía

### Telenovelas
| Telenovelas | Telenovelas          | Telenovelas                       | Telenovelas |
| Año         | Teleserie            | Rol                               | Canal       |
| ----------- | -------------------- | --------------------------------- | ----------- |
| 1986        | Ángel malo           | Flavia                            | Canal 13    |
| 1990        | ¿Te conté?           | Laura                             | Canal 13    |
| 1994        | Rompecorazón         | María Begoña Paredes              | TVN         |
| 1997        | Eclipse de luna      | Olga de Aliaga                    | Canal 13    |
| 2007        | Vivir con 10         | Génesis Negrete                   | Chilevisión |
| 2008        | Mala conducta        | Sabrina Sepúlveda                 | Chilevisión |
| 2013        | Solamente Julia      | Amelia Rojas                      | TVN         |
| 2014        | Caleta del sol       | Lidia San Juan                    | TVN         |
| 2016        | Veinteañero a los 40 | "La Care Mone`a"                  | Canal 13    |
| 2016        | Ámbar                | Rosa Maldonado / Maribel Palacios | Mega        |

### Series
| Series de televisión | Series de televisión     | Series de televisión | Series de televisión |
| Año                  | Serie                    | Rol                  | Canal                |
| -------------------- | ------------------------ | -------------------- | -------------------- |
| 1993                 | La patrulla del desierto | María                | Canal 13             |
| 1998                 | Brigada Escorpión        | Maggi                | TVN                  |
| 2003                 | Ríete Punto Con          | Varios Personajes    | Canal 13             |
| 2004                 | El Cuento del Tío        | Casta María Olguín   | TVN                  |
| 2005                 | Los Galindo              | Natalie              | TVN                  |
| 2010                 | Cartas de mujer          | Madre de Jacinta     | Chilevisión          |
| 2013                 | El hombre de tu vida     | Sofía                | Canal 13             |
| 2013                 | Maldito corazón          | Regina Gálvez        | Chilevisión          |
| 2015                 | Más que un club          | Virginia Espejo      | TVN                  |
| 2016                 | Once Comida              | Lorna Osorio         | TVN                  |
| 2017                 | Vidas en Riesgo          | Rosario              | Chilevisión          |
| 2020                 | El presidente            |                      | Amazon Prime         |

## Programas de televisión
- De chincol a jote (Canal 13, 1987-1991) con varios personajes.
- Venga conmigo (Canal 13, 1996-2002) Rossy en Mi tío y yo.
- Chita Q'Lindo (Canal 13, 1999) con varios personajes.
- Siempre conmigo (Canal 13, 2003) Rossy en Mi tío y yo.
- Teatro en Chilevisión (Chilevisión 2006-2012) varios personajes.
- Sabores ¿qué cocinamos hoy? (Zona Latina, 2013) - Invitada